# Araneus cyphoxis
Araneus cyphoxis är en spindelart som beskrevs av Simon 1908. Araneus cyphoxis ingår i släktet Araneus och familjen hjulspindlar.
Artens utbredningsområde är Western Australia. Inga underarter finns listade i Catalogue of Life.